# 赫尔曼·卢克斯
赫尔曼·达里奥·卢克斯（西班牙語：Germán Darío Lux，1982年6月7日—），出生于阿根廷圣大非省的卡卡拉尼亚，是一名阿根廷足球运动员，场上位置是守门员，目前效力于西班牙拉科鲁尼亚队。

## 俱乐部生涯
卢克斯16岁时进入阿根廷著名的河床队的青年队，之后在2001年第一次在阿根廷联赛中登场。很快他就成为了俱乐部的首发门将。
2005-06赛季阿根廷秋季联赛中，卢克斯在和突然崛起的天才门将胡安·卡里索的竞争中失利。几个月后，他被主教练达尼埃尔·帕萨雷拉排除出了球队阵容。而这一年的早些时候，他的兄弟自杀身亡。
2007-08赛季，卢克斯与西甲马洛卡队签约四年，成为了马洛卡的替补守门员。然而由于球队的主力门将米盖尔·安赫尔·莫亚受伤，卢克斯在该赛季中得到了10场首发的机会。之后的一个赛季，同样的机会再次降临个：莫亚受伤，卢克斯成为首发。但到了2009年1月，马洛卡从拉科鲁尼亚签下了以色列国门杜杜·阿瓦特，卢克斯再次失去了首发位置。
之后的两个赛季，卢克斯几乎成了球队的国王杯专用门将，在联赛中总共只出场了5次。
2011年，卢克斯加盟拉科鲁尼亚，但他依然是西班牙前国门阿兰苏比亚的替补。

## 国家队生涯
卢克斯是阿根廷国奥队夺得2004年雅典奥运会男子足球金牌的主力守门员，他参加了所有的六场比赛，没有失球。
2005年的联合会杯，卢克斯表现糟糕，在5场比赛中共丢了10个球，包括在决赛中的四粒失球。此后，主教练何塞·佩克尔曼选择了奥斯卡·乌斯塔里而不是卢克斯参加了2006年的德国世界杯。
截止2011年末，卢克斯共代表阿根廷各级国家队参加了16场各项赛事。